# Читагонг (област)
Читагонг (на бенгалски: চট্টগ্রাম বিভাগ) е административно-териториална област в Бангладеш. Административен център е град Читагонг.
Населението ѝ е 31 980 000 жители (по изчисления от март 2016 г.), а с площта си от 33 771,18 кв. км е най-голямата област в страната. Намира се в часова зона UTC+6 в югоизточната част на страната. Грамотността на населението е 22,08 %.